# Discothyris ferruginata
Discothyris ferruginata là một loài bướm đêm trong họ Crambidae.